# Wasserburg (Inn) Bahnhof

Wasserburg (Inn) Bahnhof ist heute der einzige Bahnhof der ehemaligen Kreisstadt Wasserburg am Inn. Er ist ein Trennungsbahnhof an der Hauptstrecke Rosenheim–Mühldorf; an ihm zweigt die Nebenbahn Grafing–Wasserburg ab. Betreiber des dreigleisigen, nicht elektrifizierten Bahnhofs und der zulaufenden Strecken ist die DB RegioNetz Infrastruktur GmbH als Teil der Südostbayernbahn.

## Geschichte
Am 1. Mai 1876 wurde die Bahnstrecke Rosenheim–Mühldorf eröffnet. Wasserburg konnte aus topographischen Gründen nicht direkt an die Bahnstrecke angeschlossen werden. Die Stadt wurde stattdessen über den Bahnhof in Reitmehring – heute Wasserburg (Inn) Bahnhof – erschlossen, der etwa vier Kilometer von der Stadt entfernt ist.
Um Gütertransporte und Reiseverkehr in die Stadt Wasserburg zu ermöglichen, strebte man in Wasserburg eine Bahn in die Innenstadt an.
Am 24. Dezember 1902 wurde dieser Wunsch erfüllt und die Wasserburger Altstadtbahn nahm den Betrieb auf. Drei Jahre später, am 1. Oktober 1905, wurde auch die Bahn von Ebersberg nach Wasserburg Bahnhof in Betrieb genommen.
Für den zweigleisigen Ausbau eines Abschnitts der Bahnstrecke Kufstein–Innsbruck benötigte man 1938 Kies. Er wurde aus einer Grube südwestlich des Bahnhofs geholt. Zu diesem Zweck wurde ein Anschlussgleis dorthin verlegt.
Die Stadtbahn von Wasserburg Bahnhof nach Wasserburg Stadt wurde im Mai 1987 wegen eines Dammrutsches gesperrt. Am 12. Februar 2016 hat das bayerische Staatsministerium des Inneren, für Bau und Verkehr einen Stilllegungsbescheid für die Wasserburger Altstadtbahn erlassen. Ein aus BayernBahn, Rhein-Sieg-Eisenbahn, Innrail und dem Fahrgastverband Pro Bahn gebildetes Konsortium Wasserburger Altstadtbahn legte dagegen Widerspruch vor Gericht ein; das Verfahren scheiterte in allen drei Instanzen.
Die Elektrifizierung der Strecke von Ebersberg nach Wasserburg ist beschlossen und war ursprünglich auf Ende 2025 datiert. Aufgrund fehlender Ausgleichsflächen, die für die mit der Elektrifizierung einhergehenden Verkleinerung des Lebensraums eines Kiebitzvorkommens bei Reitmehring benötigt werden, wurde die geplante Inbetriebnahme der elektrifizierten auf mindestens Mitte 2026 verschoben. Die elektrifizierte Strecke soll dann mit Triebwagen der S-Bahn München befahren werden, eine umstiegsfreie Fahrt von Wasserburg über Grafing nach München soll möglich sein.
Im April und Mai 2025 fanden Sanierungsmaßnahmen im Bahnhof statt. Neben der Erneuerung von Gleisanlagen samt Bettung, Weichen und anderen Bauten im gesamten Bahnhofsgebiet fand auch eine Erneuerung des stark frequentierten Bahnübergangs in der Münchner Straße (B304) statt. Die bisherige Bahnübergangs-Sicherungsanlage der Bauform EBÜT 80 wurde durch eine neue ersetzt.

## Lage und Aufbau
Wasserburg (Inn) Bahnhof liegt im Ortsteil Reitmehring, etwa vier Kilometer von der Ortsmitte Wasserburgs entfernt.

### Bahnhofsgebäude
Im orangerot angestrichenen Empfangsgebäude befinden sich ein Bäcker, ein Warteraum und ein Video-Reisezentrum der Deutschen Bahn, das im Juli 2023 eine DB-Agentur ersetzte.

### Gleisanlagen, ihre Nutzung und die Bahnsteighöhe
| Gleis | Nutzung                                                                                          | Bahnsteighöhe in cm |
| ----- | ------------------------------------------------------------------------------------------------ | ------------------- |
| 1     | Regionalbahnen von und nach Grafing Bahnhof, zur Hauptverkehrszeit auch bis nach München Ost/Hbf | 76                  |
| 2     | Regionalbahnen nach Rosenheim                                                                    | 76                  |
| 3     | Regionalbahnen nach Mühldorf, Landshut                                                           | 76                  |

## Aktueller Betrieb

Gleisplan

Zwischen dem Bahnhof und dem Busbahnhof in der Ortsmitte, am früheren Standort des Stadtbahnhofs, verkehrt größtenteils halbstündlich der Stadtbus. Seit dem Fahrplanwechsel am 10. Dezember 2023 ist der Stadtbus in den Münchner Verkehrs- und Tarifverbund integriert. Der Bahnhof verfügt über drei Bahnsteiggleise. Das östliche Gleis 1 wird stündlich vom hier endenden Filzenexpress aus Grafing bzw. München bedient. Auf Gleis 2 halten die Züge nach Rosenheim, auf Gleis 3 jene nach Mühldorf. Wasserburg dient stündlich als Kreuzungsbahnhof für die Züge der Bahnstrecke Rosenheim–Mühldorf. Der Bahnhof wurde bis 2016 modernisiert, seitdem sind die Bahnsteige vollständig barrierefrei; die eingesetzten Züge der Baureihe 628 lassen sich jedoch nicht betreten, ohne Stufen zu überwinden.
Nutzbare Anlagen für die Güterverladung sind nicht mehr vorhanden.